# Don Shanks
Donald L. "Don" Shanks est un acteur et cascadeur américain né le 26 février 1950.

## Filmographie
- 1977 : The Life and Times of Grizzly Adams : Nakoma
- 1977 : Le Dernier des Mohicans (en) (The Last of the Mohicans) : Uncas
- 1977 : La Légende de James Adams et de l'ours Benjamin : Nakoma
- 1979 : La Conquête de l'Ouest : Red Kettle
- 1979 : L'Incroyable Hulk : Little Jim
- 1979 : The Chisholms : Enapay
- 1980 : The Ghost Dance : Excavation Worker
- 1984 : Douce nuit, sanglante nuit : Santa Climbing in Window
- 1988 : À Travers les Plaines Sauvages : Ashawakie
- 1988 : La Malédiction du loup-garou : Joseph Bestle
- 1989 : Halloween 5 : Michael Myers / L'homme en noir
- 1991 : Hollywood Detective : homme
- 1992 : The Legend of Wolf Mountain : Simcoe
- 1992 : The Secret of Lost Creek : Charlie Little Elk
- 1996 : Sans pardon : George
- 1997 : La Dernière cavale : Vago Wiseguy 3
- 1998 : Marabunta, l'invasion souterraine : Greywolf
- 1998 : La Tempête : Overseer
- 1999 : Fausse Donne : Caleb
- 1999 : Chevauchée avec le diable (Ride with the Devil) d'Ang Lee : George
- 2000 : The Crow 3: Salvation : Guard 1
- 2001 : Les Anges du bonheur : Guard 1
- 2005 : Urban Legend 3: Bloody Mary : Coach Jacoby
- 2006 : Souviens-toi... l'été dernier 3 : Ben Willis
- 2011 : Bonne chance Charlie, le film : Defeated Player
- 2015 : Death House :